# Koželuh

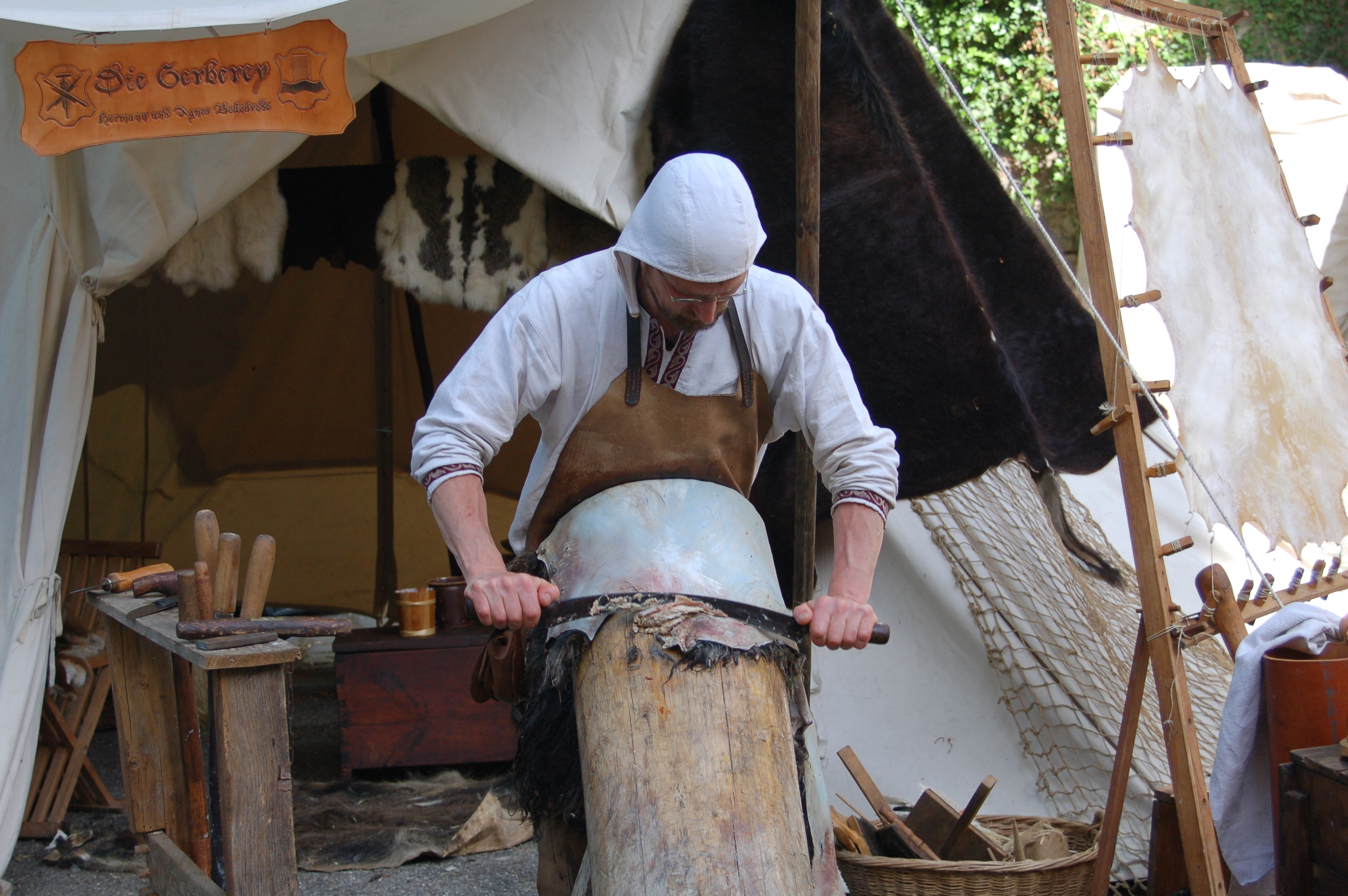
Tradiční odstraňování zbytků masa a blan na pařezu

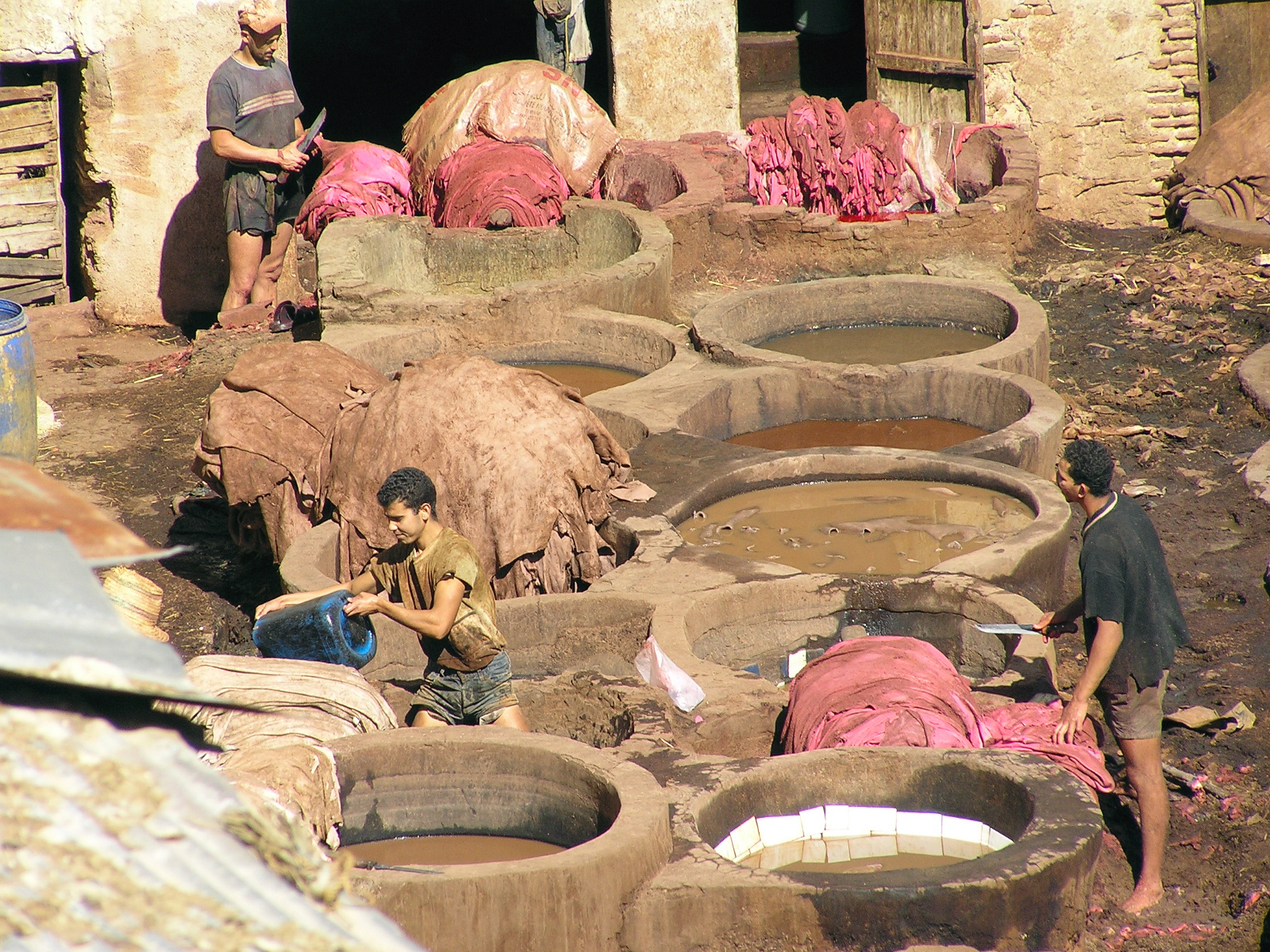
Tradiční koželužství v Maroku

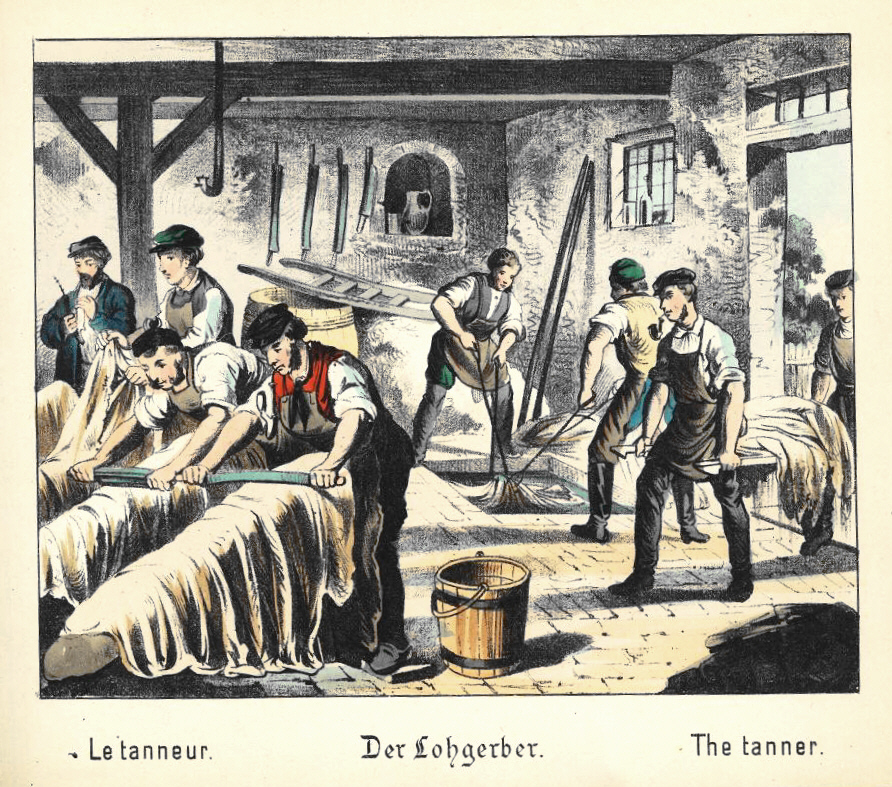
Koželužská dílna (Německo, kolem 1880)

Koželuh je řemeslník, který vydělává a zpracovává zvířecí kůže (hovězí, vepřové, kozí, ovčí i koňské aj.) a vyrábí z nich měkkou pružnou useň, již pak dále zpracovávají ševci, brašnáři, sedláři a další řemeslníci. Od 19. století se řemeslná výroba nahrazuje tovární výrobou v koželužnách, které tvoří koželužný průmysl.

## Tradiční postup
Koželužství bývalo důležité řemeslo, které ovšem potřebovalo hodně vody a zpracovávané kůže silně páchly. Proto se koželuhové nebo jircháři usazovali na okraji měst a blízko řeky. Surová stažená kůže se nejprve máčí, aby změkla, a zbavuje zbytků masa a blan buďto přetahováním přes dlouhý tupý nůž (skobza, skobla), anebo ruční "kosou" na dřevěném špalku. Aby se zbavila srsti, máčí se až dva týdny ve vápenné vodě nebo natírá hašeným vápnem a kůže se položí na sebe, až srst změkne a dá se odstranit přetahováním na postruhu. Takto vzniklá "holina" se louží, aby změkla, a dále se vyčiní buď kamencem (jirchář), tukem (semišník) nebo tříslovinou (koželuh) z dubové, bukové či jiné kůry. Tím se struktura kůže podstatně změní, zabrání se jejímu hnití, sníží se její bobtnavost a také se zbarví. Kůže se nakládá na několik týdnů v kádích nebo jámách, což se u silných kůží i několikrát opakuje. Vydělané usně se pak suší, lisují, případně natírají, barví a leští.

## Průmyslový postup
Všechny tyto fáze se vyskytují i při průmyslovém zpracování, probíhají však v nerezových kádích s mícháním a zahříváním, což proces podstatně urychlí. Odstraňování srsti se děje mechanicky. Místo vápenného mléka se užívají různé chemikálie i enzymy, k vyčinění se používají sloučeniny chromu a sušení se děje za vyšších teplot. Užívané chemikálie však mohou poškozovat životní prostředí a musejí se pečlivě neutralizovat apod.